# Ялчинкая, Атагюн
Атагюн Ялчинкая (тур. Atagün Yalçınkaya, р. 14 декабря 1986) — турецкий боксёр-любитель, призёр олимпийских игр 2004 года. В 17 лет стал самым молодым спортсменом Турции, завоевавшим медаль в истории Олимпийских игр. Участник чемпионата мира 2005 года и чемпионатов Европы по боксу 2006 и 2008   годов.
Член спортклуба «Фенербахче» (тренер Энвер Йылмаз).

## Биография
Начал заниматься боксом с юных лет и завоевал шесть титулов в соревнованиях по возрастным категориям школьники, кадеты в Турции.
Подростком он добился успеха на международных турнирах, заняв в 2003 году 1-е место на турнире в Балатоне в Венгрии, 3-е место на Кубке Грин Хилл в Пакистане и 1-е место на чемпионате Европы по боксу среди студентов в Италии.
Квалифицировался на летние Олимпийские игры 2004 года, заняв второе место на 4-м Европейском олимпийском отборочном турнире AIBA 2004 года в Баку, Азербайджан.
Он выступал в полулегком весе в Афинах, Греция, и выиграл серебряную медаль для Турции 29 августа 2004 года, победив Альфонсо Пинто и действующего чемпиона мира Сергея Казакова.
- Победил Джолли Катонголе (Уганда) 22-7
- Победил Джейхуна Абиева (Азербайджан) 23-20
- Победил Альфонсо Пинто (Италия) 33-24
- Победил Сергея Казакова (Россия) 26-20
- Проиграл Яну Бартелеми Вареле (Куба) 16-21

После Олимпиады с 48 кг поднялся до наилегчайшего веса (51 кг) и выиграл Средиземноморские игры в Альмерии, Испания.
На чемпионате мира 2005 года (Мяньян, Китай) победил Анджея Ржани (Польша) 20-13, но проиграл Георгию Балакшину (Россия) 15-36.
На чемпионате Европы 2006 года он досрочно проиграл англичанину Стюарту Лэнгли.
Позже он выступал в легчайшем весе.
В 2008 году он подписал контракт с Ахметом Онером (ФРГ) и стал боксёром-профессионалом с марта 2008-го.